# Fischer Lexikon
Das Fischer Lexikon ist eine ab 1957 in 39 Einzelbänden zu 28 selbständigen Themen vom S. Fischer Verlag herausgegebene „Enzyklopädie des Wissens“. Das Werk stellte den Anspruch, das Wissen der Zeit nach dem letzten Stand der Forschung darzustellen. Jeder Themenband bietet eine Einleitung in das betreffende Fachgebiet gefolgt von alphabetisch angeordneten enzyklopädischen Artikeln mit in Kursivschrift gesetzten Stichwörtern. Diese Stichwörter sind in einem Register am Ende des jeweiligen Bandes zusammengestellt und werden so im Text auffindbar gemacht. Vor dem Register findet sich in jedem Band eine umfangreiche Bibliographie. Herausgeber des Werkes waren der Philosoph und Wissenschaftstheoretiker Alwin Diemer und der Lektor und Wissenschaftsredakteur Ivo Frenzel.

## Einzelbände
1. Die nichtchristlichen Religionen (1957) [Geschichte der Religionen]
2. Staat und Politik
3. Christliche Religionen
4. Astronomie
5. Musik
6. Psychologie
7. Außenpolitik [Internationale Beziehungen]
8. Wirtschaft
9. Film, Rundfunk, Fernsehen [Publizistik]
10. Soziologie
11. Philosophie (1958)
12. Recht
13. Völkerkunde
14. Geographie [allgemeine Geographie]
15. Anthropologie
16. Medizin I
17. Medizin II
18. Medizin III
19. Physik
20. Geophysik
21. Bildende Kunst I
22. Bildende Kunst II
23. Bildende Kunst III
24. Geschichte
25. Sprachen
26. Chemie
  1. Allgemeine Chemie
  2. Angewandte Chemie
27. Biologie 1
28. Biologie 2
29. Mathematik
  1. Mathematik I
  2. Mathematik II
30. Technik 1
31. Technik 2
32. Technik 3
33. Technik 4
34. Literatur 1
35. Literatur 2
  1. Literatur 2/1
  2. Literatur 2/2
36. Pädagogik

## Nachfolgereihe
Bei Neuauflagen änderte der Verlag gelegentlich den Titel. Weitere mehrbändige spezielle Lexika im Taschenbuchformat veröffentlichte der S. Fischer Verlag außerhalb der Reihe „Das Fischer Lexikon“ unter dem Begriff „Fischer Handbücher“. Ab 1987 erschienen einige Bände unter der Bezeichnung „Fischer Lexikon“ in etwas größerem Format in der allgemeinen Taschenbuch-Reihe:
4560 Recht
4561 Sprachen
4562 Publizistik / Massenkommunikation
4563 Geschichte
4564 Nichtchristliche Religionen
4565 Literatur 1 (A – F)
4566 Literatur 2 (G – M)
4567 Literatur 3 (N – Z)

## Nachweis
- Deutsche Nationalbibliothek (DNB): Fischer Lexikon. Abgerufen am 30. Dezember 2018.